# ブレイズ・ヤ・デッド・ホーミー
ブレイズ・ヤ・デッド・ホーミー（Blaze Ya Dead Homie、本名: クリス・ルーロー、1976年4月27日 - ）は、アメリカ合衆国ミシガン州ロメオ出身のラッパーである。ホラーコアラッパーとして知られており、アンダーグラウンド界で高い人気を誇る。2010年に発表したアルバム『Gang Rags』では、自身最高となる全米ビルボード200にて初登場52位を記録した。

## ディスコグラフィー
スタジオ・アルバム
- 1 Less G n da Hood (2001年)
- Colton Grundy: The Undying (2004年)
- Clockwork Gray (2007年)
- Gang Rags (2010年)
- Gang Rags: Reborn (2014年)
- The Casket Factory (2016年)
- Cadaver (2020年)